# Stomias boa
El pez dragón (Stomias boa) es una especie de pez estomiforme de la familia Stomiidae que vive en las profundidades abisales.

## Taxonomía
Se aceptan tres subespecies:
- Stomias boa boa (Risso, 1810)
- Stomias boa colubrinus (Garman, 1899)
- Stomias boa ferox (Reinhardt, 1842)

## Morfología
Son peces alargados y de cuerpo aplanado. Los machos de S. b. colubrinus pueden llegar alcanzar los 40 cm de longitud total, las otras dos subespecies son menores, de unos 32 cm de longitud total. Tienen una gran boca y sus dientes pueden llegar a ser tan largos que no puedan llegar a cerrarla.